# Stamnodes depeculata
Stamnodes depeculata är en fjärilsart som beskrevs av Lederer 1869. Stamnodes depeculata ingår i släktet Stamnodes och familjen mätare. Inga underarter finns listade i Catalogue of Life.